# Atmel

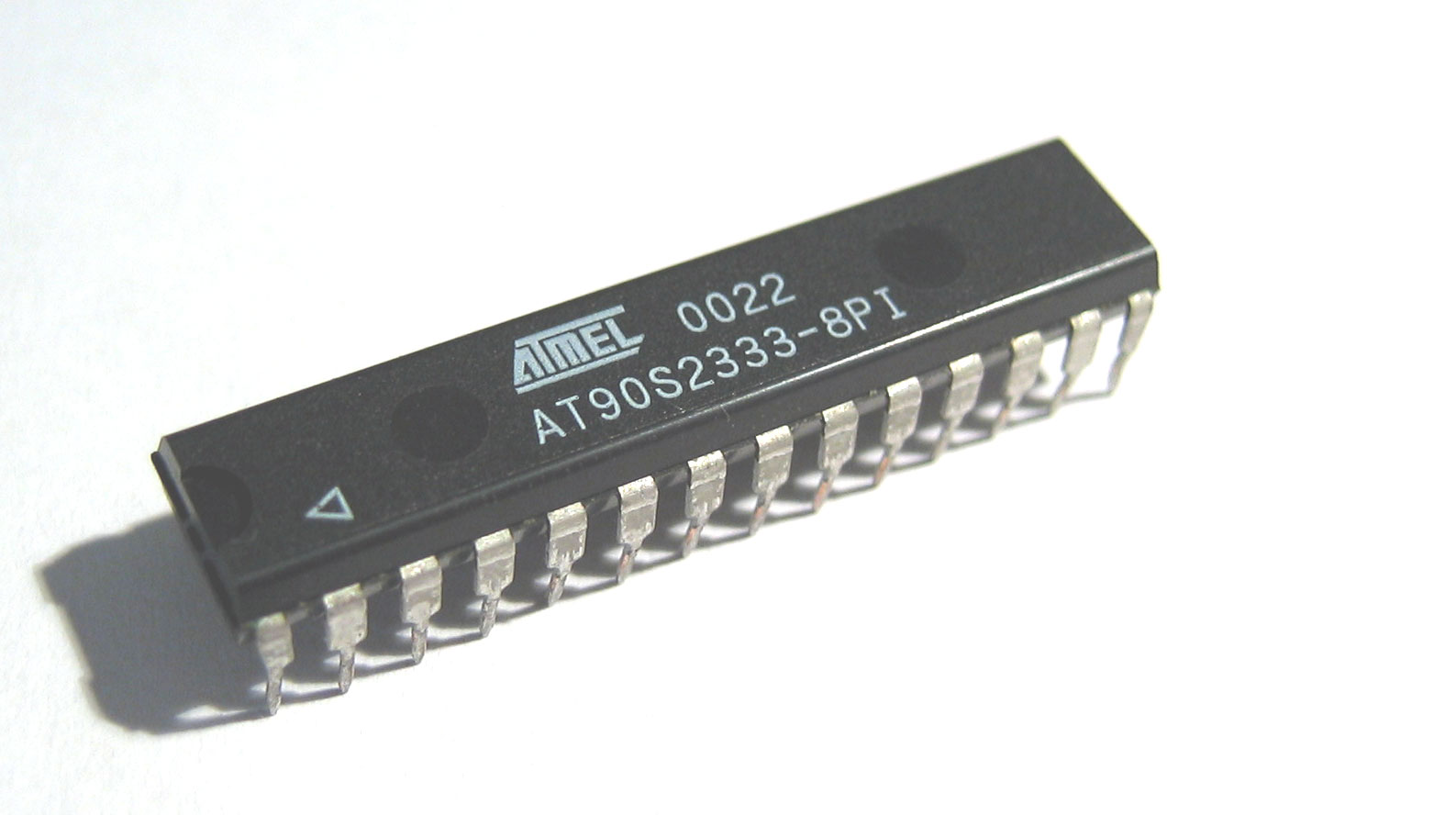
Microcontrolador Atmel.

Atmel Corp. era una compañía de semiconductores, antes de ser adquirida por Microchip Technology Inc. en 2016. Fue fundada en 1984. Su línea de productos incluye microcontroladores (incluyendo derivados del 8051, el AT91SAM basados en ARM, y sus arquitecturas propias AVR y AVR32), dispositivos de radiofrecuencia, memorias EEPROM y Flash, ASICs, WiMAX, y muchas otras. También tiene capacidad de ofrecer soluciones del tipo system on chip (SoC).
Atmel sirve a los mercados de la electrónica de consumo, comunicaciones, computadores, redes, electrónica industrial, equipos médicos, automotriz, aeroespacial y militar. Es una industria líder en sistemas seguros, especialmente en el mercado de las tarjetas seguras.

## Historia

Logo de Atmel Corp.

### Fundación y crecimiento
Atmel Corporation fue fundada en 1984 por George Perlegos. Atmel era un acrónimo de "tecnología avanzada para la memoria y la lógica". Perlegos había trabajado en el grupo de desarrollo de memoria de Intel en los años 1970 y era cofundador de Seeq Technology para la producción de EPROM. Con solo $30.000 dólares de capital, Atmel operó inicialmente como una compañía casera, usando materiales de Sanyo o General Instrument para hacer las obleas de chips Los primeros productos de memoria Atmel utilizan menos energía que sus competidores y sus clientes son Motorola, Nokia y Ericsson. En 1987 Intel demandó a Atmel por violación de patentes. En lugar de luchar contra la reivindicación de la patente, Atmel rediseñó sus productos y utilizó diferentes patentes de propiedad intelectual. Sus componentes tenían un mejor rendimiento y menor consumo de energía. Además, Atmel entró en el negocio de memoria flash que Intel había protagonizado. Atmel utilizó $60 millones de dólares de capital riesgo para la adquisición en 1989 de una fábrica de Honeywell en Colorado Springs. Más tarde, Atmel invirtió otros $30 millones de dólares en tecnología para la fabricación de sus componentes.

### Expansión 1990

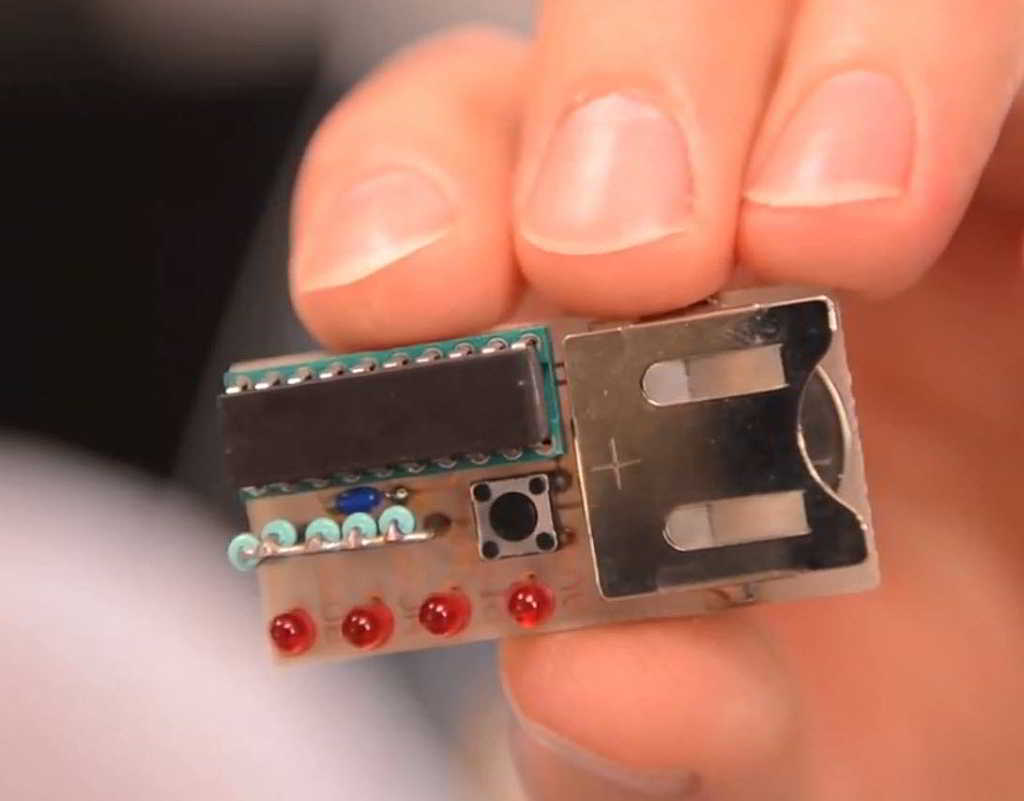
Parte frontal del prototipo Atmel AVR

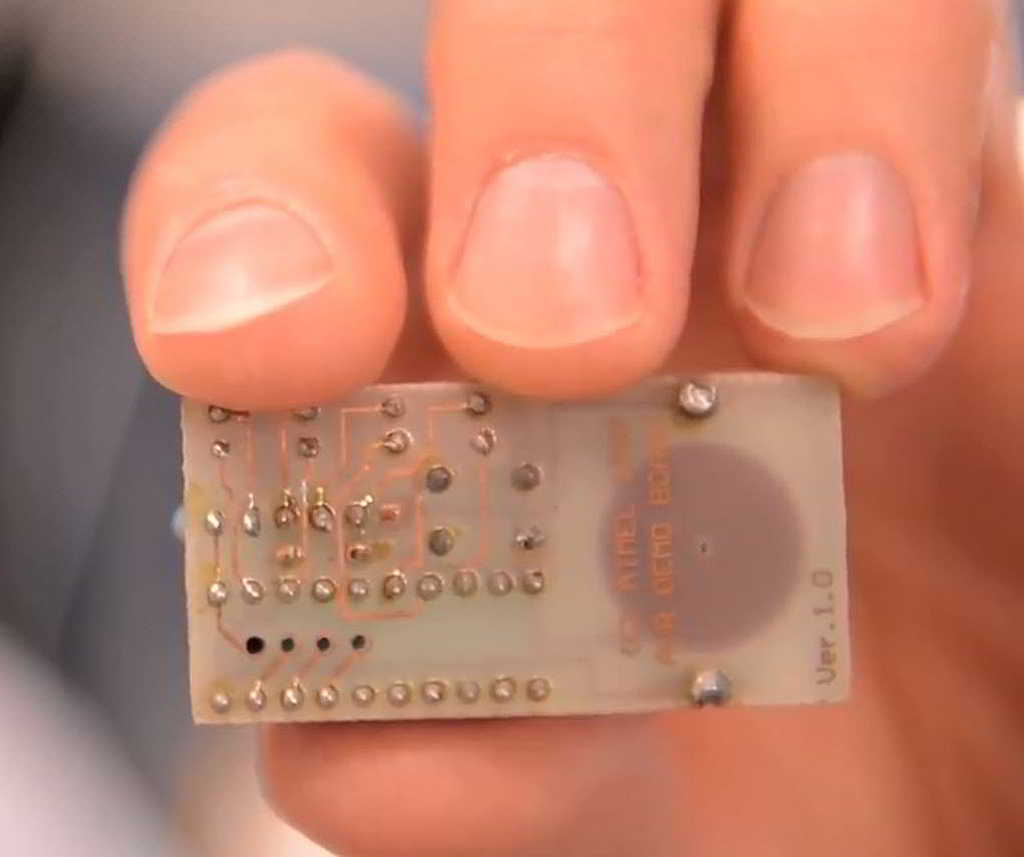
Parte trasera del prototipo Atmel AVR

En 1991 Atmel amplió las instalaciones de Colorado tras la adquisición de Concurrent Logic, un fabricante de compuertas programables. La compañía hizo su oferta pública inicial en 1991, y se elevó hasta $65 millones de dólares. En 1994 Atmel entró en el mercado de los microprocesadores. El primer microcontrolador de memoria flash de Atmel se usó en el Intel 8051. El controlador ejecuta una instrucción para cada ciclo de reloj, a diferencia de los 12 ciclos que requerían heredados de 8051 partes. En 1994, Atmel compró los activos EEROM de Seeq Tecnología (LSI Logic, adquiriendo el resto de Seeq en 1999. En 1995 Atmel fue una de las primeras empresas en la licencia de la arquitectura ARM, creando inicialmente su familia AT91 de dispositivos, seguido por la familia SAM, y más recientemente una selección completa de soluciones basadas en el Cortex, incluyendo los basados en la ultra-baja potencia ARM Cortex-M4.

### Final de Atmel
Esta empresa fue adquirida por Microchip en abril de 2016

## Empresa
El presidente y CEO de Atmel es George Perlegos, y su hermano Gust Perlegos es vicepresidente. El número de empleados es de aproximadamente 7,500 y sus oficinas centrales se ubican en San José, California.
Atmel posee cinco fábricas de semiconductores:
- Fab5 en Colorado Springs, USA
- Fab7 en Rousset, Francia
- Fab9 en North Tyneside, Inglaterra
- Una fábrica en Heilbronn, Alemania
- Una fábrica en Grenoble, Francia

Entre sus principales competidores se encuentra STMicroelectronics, Texas Instruments, Freescale (ahora NXP Semiconductors), Analog Devices y Microchip Technology.